# Crinia riparia
Espèce
Statut de conservation UICN

 LC  : Préoccupation mineure
Crinia riparia est une espèce d'amphibiens de la famille des Myobatrachidae.

## Répartition
Cette espèce est endémique du centre de l'Australie-Méridionale. Elle se rencontre entre 200 et 600 m d'altitude dans la chaîne de Flinders,.

## Description
Crinia riparia mesure jusqu'à 25 mm. La coloration de son dos peut prendre différentes teintes allant du rouge au vert-olive en passant par différents tons de brun. Sa peau peut être lisse ou rugueuse. Son ventre est blanchâtre avec des tachetures noires. Sa gorge est gris pâle.

## Publication originale
- Littlejohn & Martin, 1965 : A new species of Crinia (Anura: Leptodactylidae) from South Australia. Copeia, vol. 1965, p. 319-324.